# Järsö strömmen
Järsö strömmen är ett sund i Föglö på Åland. Det ligger norr om Föglöfjärden mellan öarna Björkö i väster och Järsö i öster. Sundet är cirka 2 kilometer långt i sydväst-nordostlig riktning och cirka 1 kilometer brett. Sundet ingår i den 8,2 meter djupa farleden mellan Skiftet och Mariehamn, Järsö strömmen kan undvikas genom den östligare 7,0 meter djupa parallella Apotekarens farled.